# Bir Mokkadem
Bir Mokkadem là một đô thị thuộc tỉnh Tébessa, Algérie. Dân số thời điểm năm 2002 là 12.479 người.